# Black Aces FC
Alexandra Black Aces FC is een Zuid-Afrikaanse voetbalclub uit Alexandra, Gauteng.
De club werd in 1937 opgericht als Ukhumba Black Aces. Latere namen waren Witbank Black Aces en Super Kurl Aces. In 2002 werd de club opgeheven. In 2004 kochten de broers George en Mario Morfou de club Dangerous Darkies. In 2007 werd de licentie in de National First Division van Pietersburg Pillars uit Polokwane gekocht en de club werd hernoemd in Aces Academy en verhuisde van Witbank naar Limpopo. De club promoveerde in 2009 naar de Premier Soccer League waar als Mpumalanga Black Aces gespeeld werd, maar degradeerde in 2011. De naam werd toen Amazayoni FC. In 2016 werd de licentie verkocht aan het nieuwe Cape Town City. Black Aces kocht zelf de licentie van Tornado FC in de ABC Motsepe League en werd in Alexandra Black Aces FC hernoemd en verhuisde van Mpumalanga naar Alexandra. 
Mpumalanga Black Aces speelde in het Puma Stadion in Witbank dat plaats biedt aan 15.000 toeschouwers.  

## Bekende (ex-)spelers
- Emmanuel Emenike
- Valery Nahayo